# أنطونيو ماسكارينهاس مونتيرو
أنطونيو ماسكارينهاس مونتيرو (بالبرتغالية: António Manuel Mascarenhas Gomes Monteiro‏) (و. 1944 – م - 16 سبتمبر 2016) هو سياسي من الرأس الأخضر.

## روابط خارجية
- أنطونيو ماسكارينهاس مونتيرو على موقع الموسوعة البريطانية (الإنجليزية)
- أنطونيو ماسكارينهاس مونتيرو على موقع مونزينجر (الألمانية)